# Mbinda
Mbinda es una localidad de la República del Congo, constituida administrativamente como un distrito del departamento de Niari en el suroeste del país.
En 2011, el distrito tenía una población de 4783 habitantes, de los cuales 2303 eran hombres y 2480 eran mujeres.
La localidad se desarrolló entre 1962 y 1991 gracias al transporte de manganeso, pues aquí se hallaba el extremo meridional de un teleférico de 75 km que trasladaba el manganeso desde Moanda para su exportación en Brazzaville. A partir de 1986, este sistema pasó a ser innecesario por poder trasladarse el material a través del Transgabonés, lo que llevó al cierre del teleférico.
Se ubica en la frontera con Gabón, unos 100 km al noreste de Mossendjo sobre la carretera P1 que lleva a Bakoumba.